# Георг I (герцог Саксен-Мейнингена)
Георг I Фридрих Карл Саксен-Мейнингенский (нем. Georg I. Friedrich Karl von Sachsen-Meiningen; 4 февраля 1761, Франкфурт-на-Майне — 24 декабря 1803, Майнинген) — герцог Саксен-Мейнингенский в 1782—1803 годах из эрнестинской линии Веттинов. Один из наиболее значимых представителей герцогского дома Мейнингена, просвещённый абсолютный монарх, он продолжил в своих владениях политику матери и заслужил признание поддержкой школьного образования, сельского и лесного хозяйств. Сам он называл себя «первым слугой государства».

## Биография
Родители Георга — герцог Саксен-Мейнингена Антон Ульрих и принцесса Шарлотта Амалия Гессен-Филипстальская. До 4 февраля 1782 года регентом при нём выступала мать. В Саксен-Мейнингене не была принята примогенитура, и Георг правил вместе со своим старшим братом Карлом Вильгельмом вплоть до преждевременной смерти последнего в 1782 году.
27 ноября 1782 года в Лангенбурге он женился на принцессе Луизе Элеоноре Гогенлоэ-Лангенбургской. В том же году по его указанию и его идеям в Майнингене был заложен Английский сад. Георг вместе с братом приступил к перестройке города в собственную резиденцию. В 1800 году в Драйсигаккере была основана лесная академия.
Георг отказался от празднеств по поводу рождения сына Бернгарда и на сэкономленные средства было заложено школьное здание, в котором в 1821 году при его супруге открылась гимназия Бернгардинум. Георг также открыл школу для бедных с мастерской и бесплатным медицинским обеспечением. Ещё в начале своего правления Георг открыл доступ публике в герцогскую библиотеку и художественное собрание. Георг проводил церковные реформы, в частности, отменил покаяние за рождение ребёнка вне брака.
Георг, как и его брат, не отличался крепким здоровьем и умер в 43 года от «грудной лихорадки». Регентом при его несовершеннолетнем сыне была назначена его вдова Луиза Элеонора. Георг был членом масонской ложи «Шарлотта у трёх гвоздик».

## Потомки
- Аделаида (1792—1849), замужем за королём Великобритании Вильгельмом IV.
- Ида (1794—1852), замужем за принцем Карлом Бернхардом Саксен-Веймар-Эйзенахским.
- Бернгард II (1800—1882), герцог Саксен-Мейнингена, женат на принцессе Марии Фридерике Гессен-Кассельской (1804—1888).